# Иванов, Василий Константинович
Васи́лий Константи́нович Ивано́в (7 июня 1921, Кстовский район — 9 июля 1949, Таганрог, Ростовская область) — гвардии капитан Советской Армии, участник Великой Отечественной войны, Герой Советского Союза (1945).

## Биография
Родился 7 июня 1921 года в деревне Муханово (ныне — Кстовский район Нижегородской области). С начала 1930-х годов проживал в Горьком (ныне — Нижний Новгород).
Окончил школу фабрично-заводского ученичества, после чего работал чертёжником в отделе главного технолога завода «Красное Сормово», одновременно учился в аэроклубе, который окончил в 1940 году. В том же году он был призван на службу в Рабоче-крестьянскую Красную Армию. Окончил Энгельсскую военную авиационную школу пилотов, освоил самолёты «Р-5», «СБ» и «Пе-2».
С января 1943 года — на фронтах Великой Отечественной войны. Принимал участие в боях на Северо-Западном, Воронежском, 1-м Украинском фронтах. Участвовал в Курской битве, освобождении Украинской ССР, Румынии, Польши, боях в Германии. Последний свой боевой вылет за время войны совершил в ходе Пражской операции.
К концу войны гвардии старший лейтенант Василий Иванов был заместителем командира эскадрильи 160-го гвардейского авиаполка (8-й гвардейской бомбардировочной авиадивизии, 6-го гвардейского бомбардировочного авиакорпуса, 2-й воздушной армии, 1-го Украинского фронта). За время своего участия в войне он совершил 164 боевых вылетов на бомбардировку и воздушную разведку.
Указом Президиума Верховного Совета СССР от 27 июня 1945 года за «образцовое выполнение заданий командования и проявленные мужество и героизм в боях с немецкими захватчиками» гвардии старший лейтенант Василий Иванов был удостоен высокого звания Героя Советского Союза с вручением ордена Ленина и медали «Золотая Звезда» за номером 7894.
Участвовал в Параде Победы. Продолжал службу в Советской Армии. В апреле 1949 года Иванов был направлен на Таганрогские высшие офицерские лётно-тактические курсы усовершенствования командиров эскадрилий. В июне того же года он тяжело заболел и 9 июля умер в военном госпитале Таганрога. Похоронен на Старосормовском кладбище Нижнего Новгорода.
Был также награждён тремя орденами Красного Знамени, орденами Отечественной войны 1-й степени и Красной Звезды, рядом медалей.

## Память
В честь Иванова названа улица в Сормовском районе Нижнего Новгорода. На здании лицея № 82 в Нижнем Новгороде установлена мемориальная доска.